# 良岗镇
良岗镇，是中华人民共和国河北省保定市易县下辖的一个乡镇级行政单位。

## 行政区划
良岗镇下辖以下地区：
水口村、黄沙口村、许家村、河西村、石岗村、方岗村、良岗村、川角村、北口子村、南坡村、龙家铺村、龙村、五间房村、小平地村、大平地村、小兰村、大兰村和大木台村。